# João Seabra
João Seabra (Porto, 8 de Abril de 1971) é um actor, ventríloquo e humorista de Stand Up Comedy, que foi revelado pelo programa Levanta-te E Ri, da SIC, no ano de 2003. Tendo sido o humorista com mais participações no programa (44 presenças), ganhou fama a sua frase de entrada "Eu bim de Braga…".
Depois do fim do Levanta-te E Ri, em Junho de 2006, tornou-se em Outubro desse mesmo ano uma das caras do Porto Canal, onde apresentou, até Julho de 2008, o programa Por um canudo. Ao mesmo tempo apresentou ainda os programas Romarias (Julho e Agosto de 2007) e Humor Cão (Setembro de 2007 a Julho de 2008). Seguiu-se o programa Bolhão Rouge entre Setembro de 2008 e Junho de 2012.
Desde 2003 participou, nalguns casos repetindo aparições, em vários programas televisivos como SIC 10 Horas, HermanSIC, Querida Júlia ou Minutos Mágicos na SIC, É Sempre A(b)rir na MVM TV, Olá Portugal  na TVI, Em Busca da Comédia na +TVI, Sempre em Pé na RTP2 e Ainda Bem que Apareceste ou 5 para a Meia-Noite na RTP1.
João Seabra participou ainda em dois programas especiais emitidos pela RTP1: a 31 de Março de 2012 na 1.ª Maratona de Humor e a 8  Dezembro 2013, na Gala IPO Coliseu Porto.
Participou também no programa Got Talent Portugal, da RTP, como concorrente.

## Filmografia
2012 - Balas & Bolinhos - O Último Capítulo